# Popilnea
Popilnea (în ucraineană Попільня) este așezarea de tip urban de reședință a raionului Popilnea, regiunea Jîtomîr, Ucraina. În afara localității principale, nu cuprinde și alte sate.

## Demografie
Componența lingvistică a comunei Popilnea
     Ucraineană (97,39%)
     Rusă (2,13%)
     Alte limbi (0,32%)
Conform recensământului din 2001, majoritatea populației comunei Popilnea era vorbitoare de ucraineană (97,39%), existând în minoritate și vorbitori de rusă (2,13%).